# 히사야오도리 공원

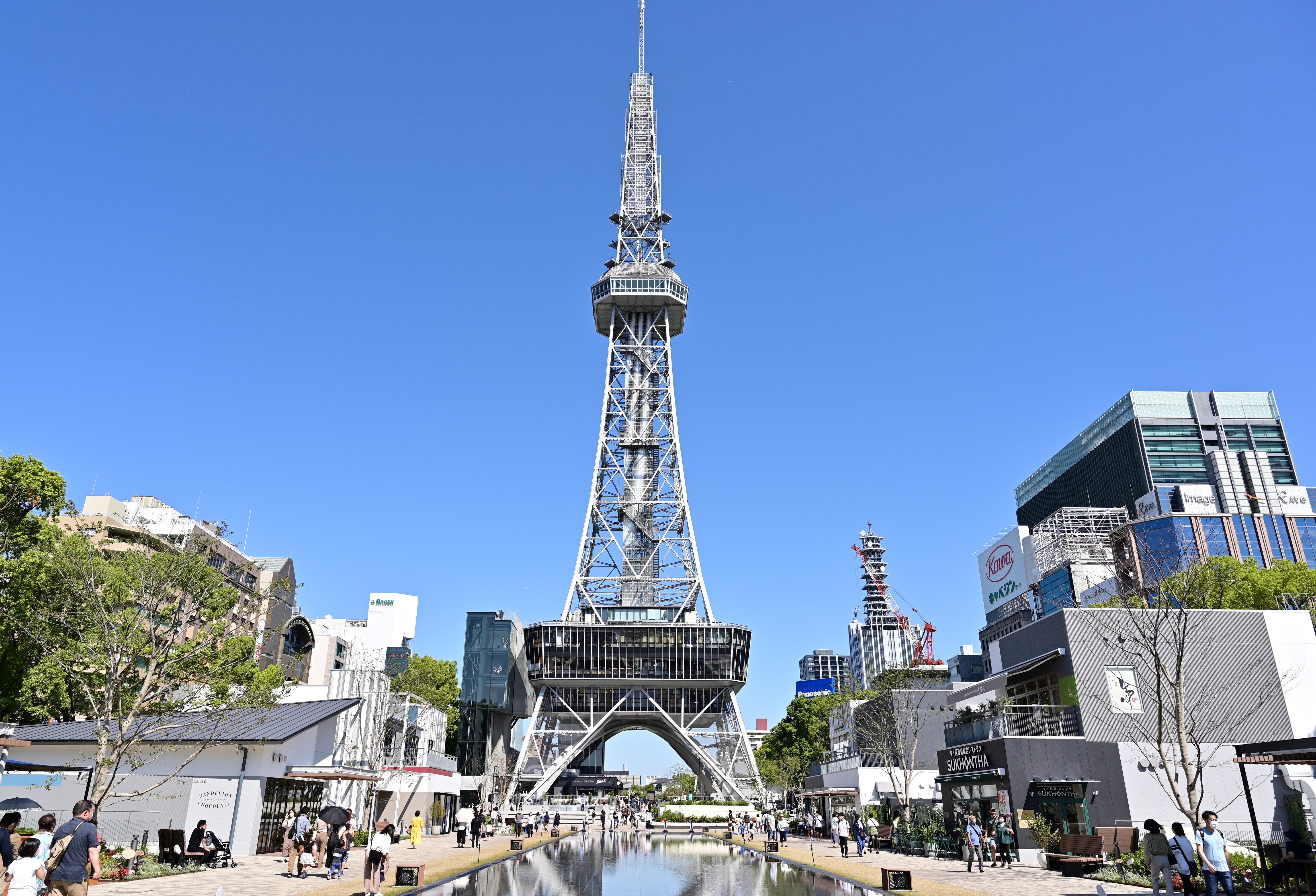
히사야오도리 공원

히사야오도리 공원(일본어: 久屋大通公園 히사야오도리코엔[*])는 아이치현 나고야시 나카구 사카에에 위치한 공원이다.